# 小行星229
小行星229（229 Adelinda）是一颗围绕太阳公转的小行星。1882年8月22日，約翰·帕利薩在维也纳描述了此天体。
該小行星以奧地利天文學家埃德蒙·魏斯的妻子阿德琳德·魏斯（Adelinde Weiss）命名。
这颗小行星的绝对星等为9.13等。

## 相关條目
- 小行星列表/10001-11000

## 外部連結
- Asteroid Lightcurve Database (LCDB) （页面存档备份，存于）, query form (info （页面存档备份，存于）)
- Dictionary of Minor Planet Names, Google books
- Discovery Circumstances: Numbered Minor Planets (10001)-(15000) （页面存档备份，存于） – Minor Planet Center
- 小行星229 at AstDyS-2, Asteroids—Dynamic Site
  - Ephemeris · Observation prediction · Orbital info · Proper elements · Observational info
- NASA JPL小天體瀏覽器上的小行星229

| 前一小行星： 小行星228 | 小行星列表 | 後一小行星： 小行星230 |